# James Cagney
James Francis Cagney Jr., ps. „Jimmy” (ur. 17 lipca 1899 w Nowym Jorku, zm. 30 marca 1986 w Stanford) – amerykański aktor filmowy, teatralny, artysta wodewilowy i tancerz. American Film Institute umieścił go na 8. miejscu na liście „największych aktorów wszech czasów” (The 50 Greatest American Screen Legends). Należał do grona najbardziej cenionych aktorów pierwszych lat filmu dźwiękowego i „Złotej Ery Hollywood”.
Cagney zadebiutował na deskach teatru w roku 1919 występując w rewii Every Sailor. Rok później po raz pierwszy zagrał na Broadwayu w sztuce Pitter Patter. Przez kilka lat z powodzeniem występował jako artysta wodewilowy, komik i tancerz. W 1930 zadebiutował w filmie, wcielając się w rolę Harry’ego Delano w dramacie kryminalnym Sinners’ Holiday w reżyserii Johna G. Adolfiego. Po otrzymaniu pozytywnych recenzji za występy sceniczne i filmowe, podpisał kontrakt z wytwórnią Warner Bros. W latach 30. i 40. zasłynął z ról gangsterów i rzezimieszków, walnie przyczyniając się do rozwoju gatunku filmu gangsterskiego. Potrafił psychologicznie uwiarygodnić zachowanie granych przez siebie – niezbyt sympatycznych, nierzadko psychopatycznych – bohaterów. W 1942 został laureatem Oscara dla najlepszego aktora pierwszoplanowego za rolę George’a M. Cohana w biograficznym musicalu Yankee Doodle Dandy. Łącznie w przekroju swojej kariery filmowej nominowany był do tej nagrody trzykrotnie. W 1984 odznaczony przez prezydenta Ronalda Reagana Medalem Wolności.
Do jego najbardziej znanych filmów należą: Wróg publiczny nr 1 (1931), Nocne motyle (1933), Nadchodzi Navy (1934), Aniołowie o brudnych twarzach (1938), Burzliwe lata dwudzieste (1939), Yankee Doodle Dandy (1942), Biały żar (1949), Kochaj albo odejdź (1955) i Człowiek o tysiącu twarzy (1957). Cagney wystąpił w 62 filmach.

## Życiorys

### Młodość

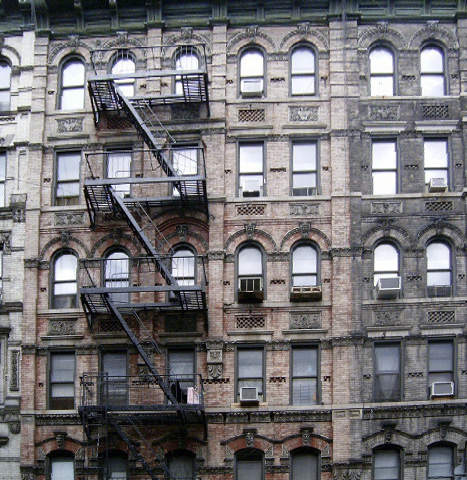
Lower East Side, miejsce urodzenia aktora

James Francis Cagney Jr. urodził się 30 lipca 1899 w Lower East Side, dzielnicy Nowego Jorku, jako drugie z siedmiorga dzieci Jamesa Francisa Cagneya Sr. (1875–1918) i Carolyn (z domu Nelson; 1877–1945). Ojciec miał irlandzkie korzenie. W chwili narodzin syna pracował jako barman i amatorsko uprawiał boks. W akcie urodzenia Cagneya Jr. wpisany został jako telegrafista. Biografowie nie są zgodni co do dokładnej lokalizacji narodzin aktora, choć metryka podaje adres 391 East Eighth Street. Cagney w młodości był chorowitym dzieckiem. Dwoje z jego rodzeństwa zmarło kilka miesięcy po narodzinach. W późniejszych latach aktor tę sytuację przypisywał ubóstwu, w jakim żyła jego rodzina. Sakrament bierzmowania przyjął w kościele katolickim św. Franciszka Salezego na Manhattanie.
W 1918 ukończył Stuyvesant High School w Nowym Jorku i kontynuował swoją edukację na uniwersytecie Columbia, gdzie zamierzał ukończyć kierunek sztuki. Dołączył do Student Army Training Corps, lecz po śmierci ojca spowodowanej epidemią grypy, po semestrze porzucił naukę i powrócił do domu. By zapewnić utrzymanie swojej rodzinie, imał się różnych prac, dorabiając m.in. jako młodszy architekt, chłopiec na posyłki w redakcji „The Sun”, depozytariusz w Nowojorskiej Bibliotece Publicznej, odźwierny w hotelu, kreślarz i nocny portier. Pracując w Nowojorskiej Bibliotece Publicznej poznał Florence’a Jamesa, który pomógł mu w rozwinięciu kariery aktorskiej.
W latach młodzieńczych rozpoczął naukę stepowania. Miał w zwyczaju tańczyć na ukośnych drzwiach od piwnicy, co dało mu przydomek „cellar door Cagney”. Uchodził za dobrego ulicznego bijatykę, niejednokrotnie stając w obronie swojego starszego brata Henry’ego, studenta medycyny. Zaangażował się także, podobnie jak jego ojciec, w amatorskie uprawianie boksu i lekkiej atletyki. Trenerzy zachęcali go do profesjonalnego uprawiania sportu, lecz jego matka nie wyraziła na to zgody. Grał również w baseball w półprofesjonalnej lokalnej drużynie.
Zainteresowanie Cagneya filmem było wynikiem zbiegu okoliczności. Odwiedzając ciotkę, która mieszkała na Brooklynie nieopodal Vitagraph Studios, przeszedł przez ogrodzenie, aby móc obejrzeć filmy Johna Bunny’ego. Następnie zaangażował się w amatorską sztukę, grając chłopca w chińskiej pantomimie w Lenox Hill Neighborhood House. Wystąpił razem ze swoim bratem Harrym w przedstawieniu wyreżyserowanym przez Florence’a Jamesa, przyszłego przyjaciela aktora. Cagney początkowo zajmował się pracą za kulisami nie wykazując przy tym zainteresowania samymi występami. Zmiana nastąpiła gdy w wyniku choroby starszego brata zmuszony był zastąpić go na scenie. Chociaż nie był dublerem, to dzięki fotograficznej pamięci wszystkie kwestie wykonał bezbłędnie, bez żadnej wcześniejszej nauki. W późniejszym czasie występował w wielu różnych rolach w szeregu grup teatralnych.

### Lata 20. Występy sceniczne

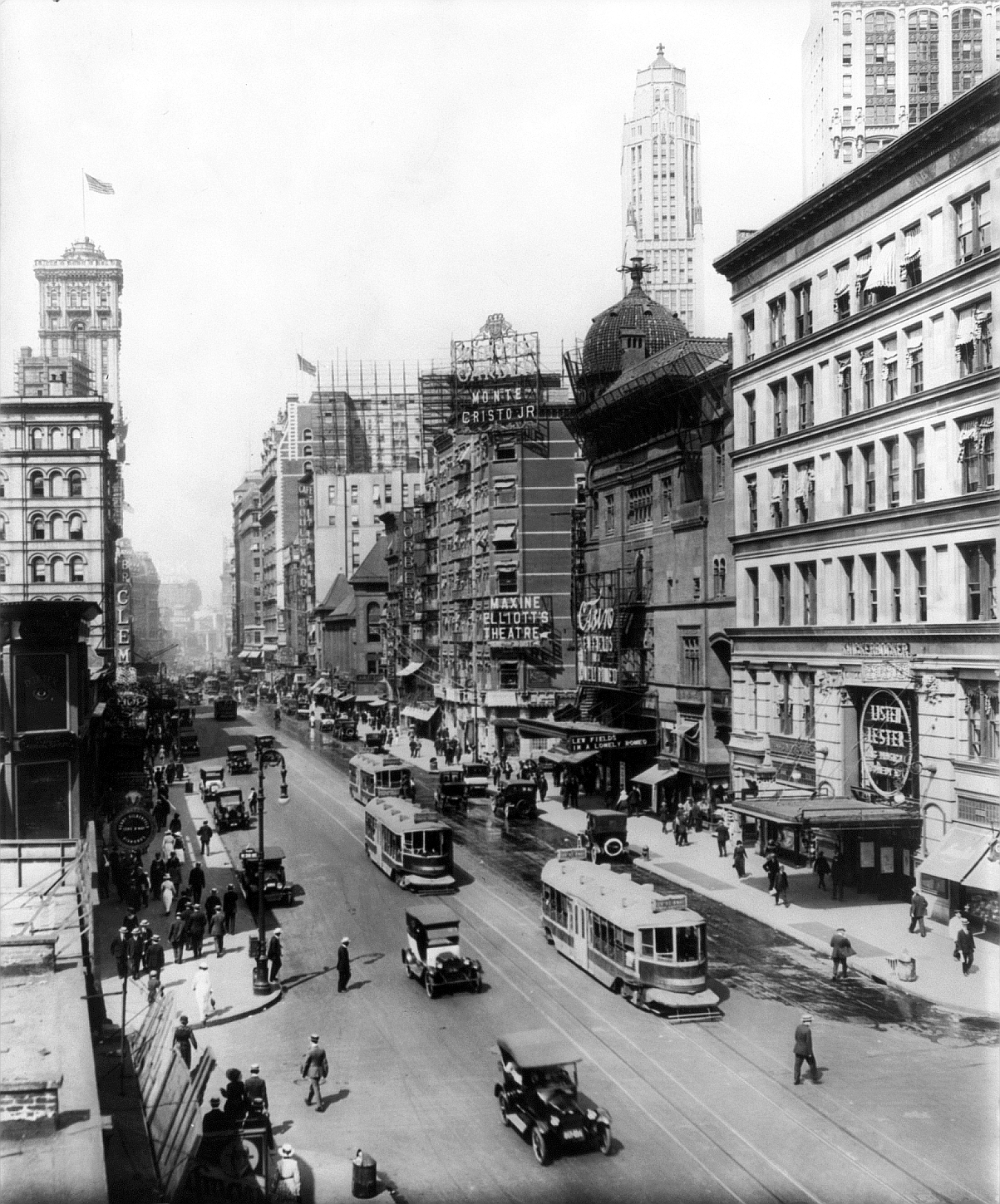
Broadway w latach 20.

W 1919 pracując w domu towarowym Wanamaker’s dowiedział się od kolegi o nadchodzącej produkcji Every Sailor. Sztuka wojenna, w której chór składał się z żołnierzy przebranych za kobiety, pierwotnie nosiła nazwę Every Woman. Cagney został przesłuchany do roli jednego z uczestników chóru. Znał tylko jeden krok – peabody, odmianę tańca towarzyskiego, który miał opanowany do perfekcji. To wystarczyło aby przekonać do siebie producentów. Pozostałych kroków nauczył się od reszty tancerzy, czekając na kolejne działania. W późniejszych latach przyznawał, że rola ta pozwoliła mu przełamać swoją nieśmiałość. „Tam [na scenie] nie jestem sobą, nie jestem tym facetem Jimmym Cagneyem. Straciłem jego całą świadomość, kiedy założyłem spódnicę, perukę, szpilki, umalowałem się i nałożyłem puder”. Pomimo pozytywnego odbioru sztuki, matka Carolyn wolała aby syn kontynuował naukę i uzyskał dobre wykształcenie. Cagney docenił zarobki w wysokości 35 dolarów które były mu płacone za tydzień, określając je mianem „góry pieniędzy dla mnie w tych niespokojnych dniach”. Chcąc oszczędzić obaw swojej matce, zatrudnił się jako pośrednik w domu maklerskim. Nie przeszkodziło mu to w poszukiwaniu zajęcia scenicznego. Udał się na przesłuchania z udziałem chóru w musicalu Pitter Patter Williama B. Friedlandera. Gdy dostał rolę, zarabiał 55 dolarów tygodniowo, z czego 40 dolarów wysyłał swojej matce. Przez silny nawyk posiadania więcej niż jednego zajęcia, Cagney w tym czasie był też garderobianym dla jednego z głównych aktorów, bagażowym dla pozostałej obsady i dublerem głównego bohatera. Wśród uczestników chóru była 19-letnia Frances Willard „Billie” Vernon, którą poślubił w 1922. Przedstawienie to zapoczątkowało 10-letni związek Cagneya z wodewilem i Broadwayem. James i „Billie” byli wśród pierwszych mieszkańców Free Acres, eksperymentu społecznego stworzonego przez Boltona Halla w Berkeley Heights w stanie New Jersey.
Sztuka Pitter Patter nie była wielkim sukcesem, lecz mimo to wystawiano ją przez 32 tygodnie, pozwalając Cagneyowi na dołączenie do wodewilowego teatru objazdowego. On i Vernon przeważnie podróżowali osobno w ramach kilku różnych trup. Mieli okazję występować razem jako taneczne duo „Vernon i Nye” z prostymi układami komediowymi i muzycznymi numerami. Jedną z trup, do której dołączył aktor była „Parker, Rand, and Leach”, zajmując wakat gdy Archie Leach – który później zmienił swoje nazwisko na Cary Grant – ją opuścił.
W 1925 Cagney dostał swoją pierwszą ważną nietaneczną rolę, grając młodego osiłka w trzyaktowej sztuce Outside Looking In autorstwa dramaturga i zdobywcy nagrody Pulitzera Maxwella Andersona. Dzięki występom w spektaklu, zarabiał 200 dolarów tygodniowo. Podobnie jak w przypadku Pitter Patter, Cagney udał się na przesłuchanie nie mając wielkiej nadziei na dostanie roli. Nie miał również doświadczenia z dramatem. Czuł, że otrzymał ją tylko dlatego, ponieważ jego włosy były bardziej rude niż te Alana Bunce’a – drugiego, obok Cagneya, rudego artysty w Nowym Jorku. Aktor zyskał przychylne opinie prasowe. Tygodnik „Life” napisał: „pan Cagney w mniej spektakularnej roli [niż inni główni wykonawcy] sprawia, że kilka minut jego milczenia podczas sceny pozorowanego procesu jest czymś, co wielu bardziej uznanych aktorów może oglądać z pożytkiem”. Krytyk teatralny Burns Mantle przyznał, że „sztuka zawierała najbardziej wiarygodną grę aktorską obecnie do obejrzenia w Nowym Jorku”. W następnych latach otworzył szkołę tańca dla profesjonalistów i przez cztery miesiące odgrywał główną rolę w dramacie Women Go on Forever w reżyserii Johna Cromwella. Jak sam podkreślał, była ona dla niego „znacząca”, ze względu na „utalentowanych reżyserów których miał okazję poznać”.
Cagney zyskał opinię innowacyjnego nauczyciela, więc gdy został obsadzony w broadwayowskim musicalu Grand Street Follies 1928, pełnił również rolę choreografa. Sztuka otrzymała przychylne recenzje w prasie. Rok później wystąpił w kontynuacji Grand Street Follies 1929. Role te stały się inspiracją do powstania sztuki Maggie the Magnificent autorstwa dramaturga George’a Kelly’ego. Choć sam spektakl nie zyskał uznania wśród krytyków, to rola Cagneya była pochlebnie oceniana.

### Lata 30. Warner Bros.

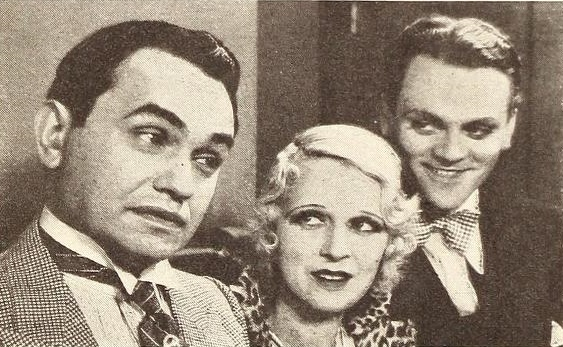
Edward G. Robinson, Noel Francis i Cagney w Łatwych pieniądzach (1931)

W sztuce Maggie the Magnificent grał u boku Joan Blondell, z którą wystąpił także w spektaklu Penny Arcade. Krytycy pochlebnie wyrażali się o kreacjach głównych bohaterów. Al Jolson zakupił prawa do sztuki za 20 tys. dolarów. Następnie odsprzedał je wytwórni Warner Bros. z zastrzeżeniem, że w wersji filmowej w rolach głównych mają wystąpić Blondell i Cagney. Premiera filmu z tytułem zmienionym na Sinners’ Holiday (reż. John G. Adolfi) odbyła się 11 października 1930. Cagney otrzymał 500 dolarów na tydzień w zamian za podpisanie z wytwórnią trzytygodniowego kontraktu. W obrazie Adolfiego wykreował postać Harry’ego Delano, twardego faceta, który staje się zabójcą, ale wzbudzającego współczucie ze względu na jego nieszczęśliwe dzieciństwo. Rola sympatycznego „złego” bohatera była typem często powtarzającym się w jego późniejszych filmach. Na planie wykazywał się także dużą upartością i stanowczością, odmawiając m.in. reżyserowi wypowiedzenia jednego ze zdań: „W filmie była kwestia, którą miałem wybeczeć na klatce piersiowej mojej matki... [Ta kwestia] brzmiała: «jestem twoim dzieckiem, nieprawdaż?» Odmówiłem jej wypowiedzenia. Adolfi odpowiedział: «powiem Zanuckowi». Ja odpowiedziałem: «mam w dupie co mu powiesz, nie wypowiem tej kwestii»”. Ostatecznie zdanie będące przedmiotem sprzeczki zostało usunięte z tekstu. Pomimo tego incydentu, aktor cieszył się zaufaniem przedstawicieli studia, którzy przedłużyli z nim kontrakt o cztery tygodnie jeszcze przed zakończeniem produkcji, a następnie przedstawili siedmioletnią umowę. Na jej mocy Cagney zarabiał 400 dolarów tygodniowo. Swoimi zarobkami dzielił się z najbliższą rodziną. Za swój debiut filmowy zebrał pochlebne recenzje. W tym samym roku zagrał w kryminalnym obrazie The Doorway to Hell (reż. Archie Mayo), ponownie wcielając się w rolę gangstera. Film okazał się sukcesem kasowym i miał znaczący wpływ na rosnącą renomę Cagneya. Na fali dużego zainteresowania kinem gangsterskim, Warner Bros. zrealizował w 1931 obraz Mały Cezar z Edwardem G. Robinsonem w roli głównej, a następnie przystąpił do prac nad Wrogiem publicznym nr 1 w reżyserii Williama A. Wellmana.

#### Wróg publiczny nr 1

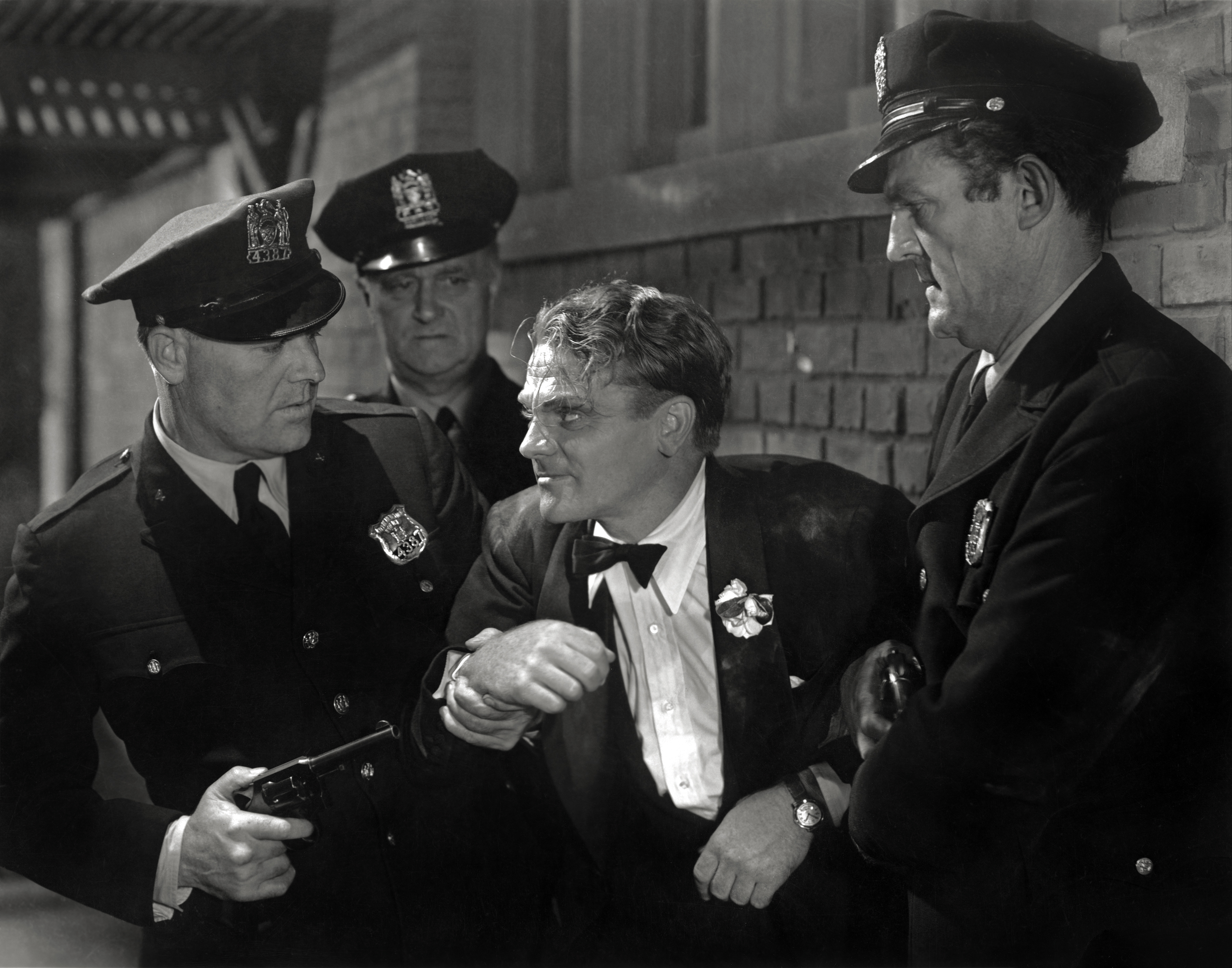
Cagney we Wrogu publicznym nr 1

Z uwagi na pochlebne recenzje zebrane za dwa poprzednie filmy, Cagney obsadzony został w roli „miłego” bohatera Matta Doyle’a, a Edward Woods jako Tom Powers. Po początkowych ujęciach role obu aktorów zostały zamienione. Budżet obrazu wyniósł 151 tys. dolarów, lecz stał się jedną z pierwszych niskobudżetowych produkcji z dochodem przekraczającym milion dolarów. Za kreację Powersa Cagney otrzymał uznanie ze strony krytyków. „New York Herald Tribune” napisał: „najbardziej bezlitosne, bezuczuciowe określenie niegodziwości drobnego mordercy, jakie kiedykolwiek powstało”. Po premierze obrazu Cagney został gwiazdą. Chociaż zdawał sobie sprawę z dużego znaczenia tej roli dla jego kariery, to zawsze kwestionował opinie, że zmieniła ona sposób przedstawiania bohaterów i głównych ról męskich w filmie. Przywoływał przykład sceny uderzenia Barbary Stanwyck przez Clarka Gable’a w filmie Nocna pielęgniarka (reż. William A. Wellman), którą uważał za znacznie ważniejszą. Wielu krytyków scenę w której bohater grany przez Cagneya rozbija grejpfrut na twarzy Mae Clarke, uznaje za jedną z najbardziej pamiętnych w historii filmu. Pomysł jej realizacji był przedmiotem dyskusji. Sam Cagney przyznawał: „jest mi przykro, że zgodziłem się kiedyś rozbić tego grejpfruta. Nigdy nie marzyłem, że to będzie pokazane w filmie. Reżyser William Wellman wpadł na pomysł nagle. On nawet nie był zapisany w scenariuszu”. Wiele późniejszych produkcji naśladowało słynną scenę, m.in. Lee Marvin rozpryskujący gorącą kawę na twarzy Glorii Grahame w filmie Bannion (1953, reż. Fritz Lang).

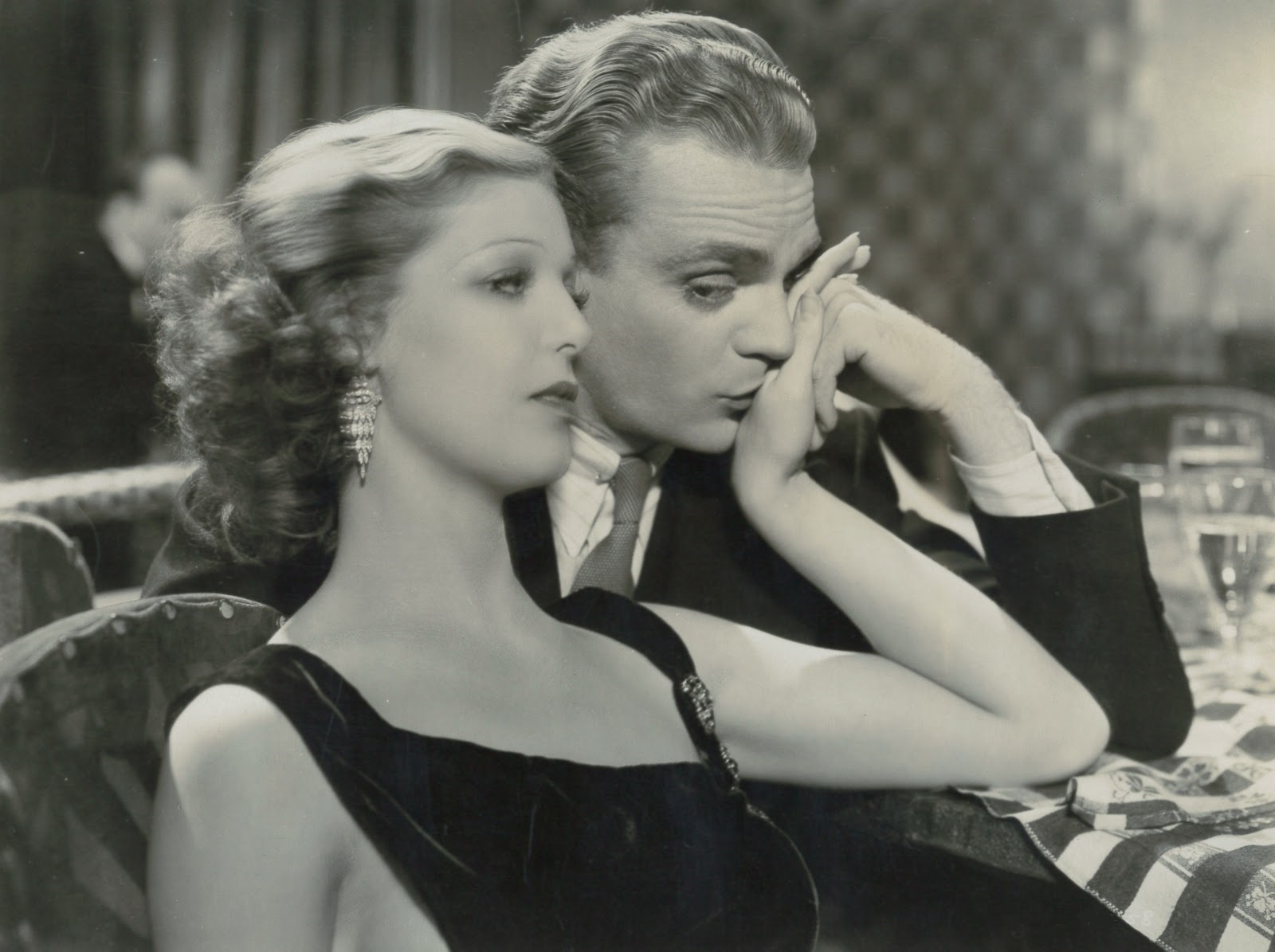
Loretta Young i Cagney w filmie Taxi! (1932)

Po pozytywnym odbiorze Małego Cezara i Wroga publicznego nr 1, wytwórnia Warner Bros. zdecydowała się zaangażować Cagneya i Robinsona do dramatu kryminalnego Łatwe pieniądze (reż. Alfred E. Green). Cagney wystąpił w roli drugoplanowej, wcielając się w postać Jacka. Podobnie jak w przypadku poprzedniego obrazu, bohater kreowany przez aktora wykazywał się brutalnością fizyczną wobec kobiety (w tej roli Evalyn Knapp).
Wraz z wprowadzeniem kodeksu Haysa, zwłaszcza edyktów dotyczących przemocy na ekranie, Warner Bros. pozwoliło Cagneyowi na zmianę wizerunku. Aktor zagrał u boku Joan Blondell w komedii romantycznej Blonde Crazy (reż. Roy Del Ruth). Gdy realizacja dobiegła końca, Wróg publiczny nr 1 wciąż wypełniał sale kinowe podczas wieczornych seansów. Cagney zaczął porównywać swoje wynagrodzenia z innymi aktorami, będąc przekonanym, że jego umowa pozwala na dostosowanie zarobków w oparciu o sukces filmów, w których grał. Warner Bros. nie zgodziło się i odmówiło podwyżki. Studio nalegało by aktor wciąż promował swoje filmy, a nawet te, w których nie występował. Gdy przebywał w Nowym Jorku, jego brat pełniący obowiązki agenta, zaczął naciskać przedstawicieli wytwórni na podniesienie wynagrodzenia i większej swobody w wyborze ról. Sukces Wroga publicznego nr 1 i Blonde Crazy wymusił na Warner Bros. zgodę na podwyżkę. Cagney według nowej umowy zarabiał 1000 dolarów tygodniowo. Jego pierwszym filmem po powrocie z Nowego Jorku był gangsterski obraz Taxi! (reż. Roy Del Ruth), gdzie wystąpił wraz z Lorettą Young. W filmie tym po raz pierwszy na ekranie zaprezentował swoje umiejętności taneczne i ostatni raz pozwolił na strzelanie do siebie z prawdziwej amunicji, stosunkowo często występującej w filmach w tamtym czasie (wcześniej strzelano do niego we Wrogu publicznym nr 1, ale to w Taxi! niewiele brakowało, by został trafiony). W scenie otwierającej ten film, mówił płynnie w języku jidysz, którego używał w okresie dzieciństwa w Nowym Jorku. Obraz Rutha zyskał przychylne opinie.

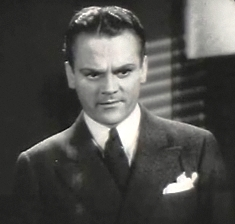
Cagney w filmie Agenci policji śledczej (1935)

Pomimo sukcesu produkcji ze swoim udziałem, Cagney nie był zadowolony z umowy. Aktor chciał więcej zarabiać w przypadku pozytywnego przyjęcia filmów, ale zaproponował też mniejsze wynagrodzenie w przypadku gdyby okazały się one porażką. Cagney chciał zarabiać 4 tys. dolarów tygodniowo, tyle samo co Edward G. Robinson, Douglas Fairbanks Jr. i Kay Francis. Przedstawiciele wytwórni odmówili i zawiesili aktora. Cagney ogłosił, że zrobi kolejne trzy filmy za darmo, jeżeli Warner Bros. zrezygnuje z pięciu lat pozostających do wypełnienia kontraktu. Groził także, że zrezygnuje z Hollywood i wróci na uniwersytet Columbia, aby rozpocząć studia medyczne tak jak jego bracia. Po sześciu miesiącach zawieszenia, Frank Capra doprowadził do zwiększenia wynagrodzenia Cagneya do około 3 tys. dolarów na tydzień, gwarantując mu pierwszoplanowe role i udział w nie więcej niż czterech filmach rocznie.
Dowiedziawszy się o systemie sprzedawania do kin przez studia kilku filmów w jednym pakiecie (ang. block booking), co niemalże za każdym razem gwarantowało im duże zyski, Cagney regularnie wysyłał pieniądze do swoich przyjaciół, chociaż starał się nie upubliczniać tego faktu. Jego naleganie na występy w nie więcej niż czterech filmach rocznie miało związek z wiedzą o aktorach, nawet nieletnich, którzy często pracowali po 100 godzin tygodniowo, aby móc wyprodukować więcej filmów. To doświadczenie było istotnym powodem zaangażowania się Cagneya w utworzenie Screen Actors Guild w 1933.

#### Nocne motyle

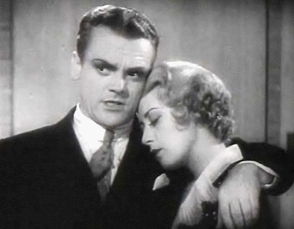
Cagney i Joan Blondell w Nocnych motylach (1933)

Cagney powrócił do studia i wraz z Mary Brian przystąpił do realizacji komedii Hard to Handle (reż. Mervyn LeRoy). Następny obraz, musical Nocne motyle (reż. Lloyd Bacon) był powrotem do korzeni, z uwagi na sceny tańca. Za choreografię odpowiedzialny był Busby Berkeley, znany ze swoich skomplikowanych układów tanecznych, wymagających zaangażowania wielu tancerek i rekwizytów, których geometryczne figury przypominały zmieniający się obraz kalejdoskopu. Kolejnym ważnym filmem był komediodramat Nadchodzi Navy (reż. Lloyd Bacon), gdzie na planie po raz pierwszy spotkał się z Patem O’Brienem. Obydwu aktorów połączyła trwała przyjaźń i wieloletnia współpraca.
W 1935 Cagney po raz pierwszy znalazł się w gronie dziesięciu najlepiej zarabiających aktorów Hollywood. Coraz częściej wybierał role odchodzące od wizerunku gangstera. W dramacie kryminalnym Agenci policji śledczej (reż. William Keighley) wcielił się w postać Jamesa „Bricka” Davisa, prawnika współpracującego z FBI. W Śnie nocy letniej (reż. Max Reinhardt, William Dieterle) zagrał jedyną w swojej karierze szekspirowską rolę Nicka Bottoma, u boku Joe E. Browna i Mickeya Rooneya.

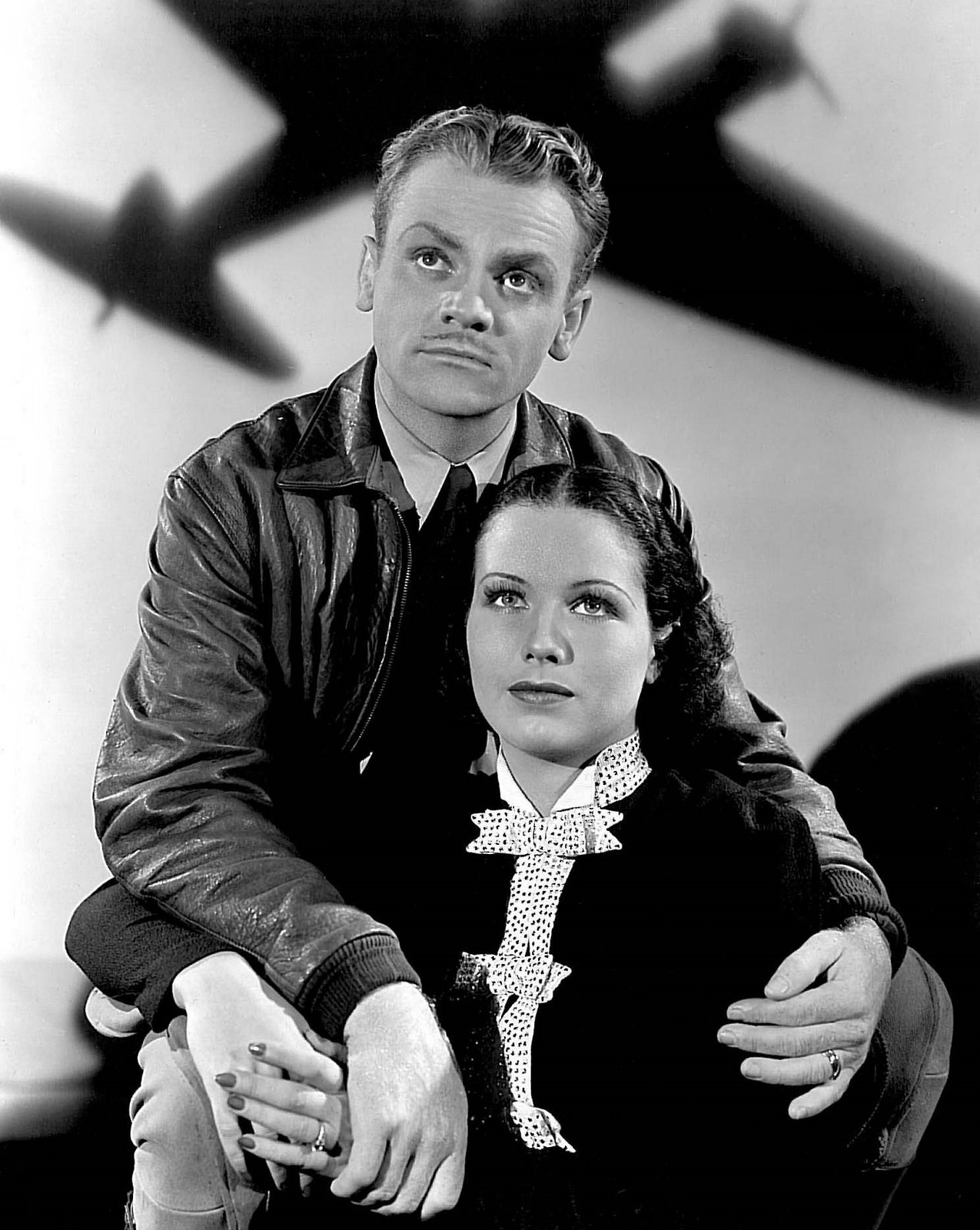
Cagney i June Travis w filmie W.Z. 6 nie wylądował (1936)

Ostatnim filmem w 1935 był dramat przygodowy W.Z. 6 nie wylądował (reż. Howard Hawks). Był to trzeci wspólny obraz w którym wystąpił z Patem O’Brienem. Na reklamie nad wejściem do jednego z kin widniał napis „Pat O’Brien w W.Z. 6 nie wylądował”, co nie umknęło uwadze Cagneya. Klauzula w jego kontrakcie stanowiła, że aktor miał otrzymywać wyłącznie pierwszoplanowe role we wszystkich filmach i reklamach. Było to wyraźne naruszenie umowy Cagneya z Warner Bros. To w połączeniu z faktem, że aktor zagrał w pięciu filmach w 1934 spowodowało, że zdecydował się on wystąpić przeciwko wytwórni z powodu niedotrzymania warunków kontraktu. Spór trwał kilka miesięcy. Cagney otrzymał od Davida O. Selznicka i Samuela Goldwyna propozycję współpracy, lecz nie zdecydował się na jej przyjęcie w trakcie trwania sporu z Warner Bros. W czasie gdy był reprezentowany w sądzie przez swojego brata Williama, wrócił do Nowego Jorku, aby szukać wiejskiej posiadłości gdzie mógłby poświęcić się swojej pasji – rolnictwu.

#### Aktor niezależny
Cagney większość czasu następnego roku spędził na swojej farmie. Wrócił do pracy gdy Edward L. Alperson z niezależnego studia Grand National Films Inc. złożył mu ofertę współpracy, wskutek czego aktor wystąpił w dwóch filmach – kryminalne Wspaniały facet (reż. John G. Blystone) i musicalu Something to Sing About (reż. Victor Schertzinger). Udział w obydwu obrazach gwarantował mu 100 tys. dolarów za każdy z nich i dziesięcioprocentowy dochód z zysków. Krytycy dobrze ocenili grę aktora, ale jakość obu produkcji odstawała od standardów Warner Bros., przez co filmy nie spełniły oczekiwań finansowych. Cagney planował wystąpić także w trzecim obrazie dla Grand National Films Inc., lecz studio wycofało się z projektu z uwagi na brak pieniędzy. Krytycy podkreślali, że Cagney grając dla niezależnego studia, umiejętnie odcinał się od ról „twardych facetów”, kreując postacie o bardziej sympatycznym usposobieniu.

#### Powrót do Warner Bros.
Sąd ostatecznie rozstrzygnął spór pomiędzy Warner Bros. a Cagneyem na korzyść aktora. Wytwórnia przedstawiła nowy kontrakt, na mocy którego w ciągu pięciu lat miał zarabiać 150 tys. dolarów za film i grać w nie więcej niż dwóch produkcjach rocznie. Miał również pełną swobodę w wyborze filmów. Dodatkowo młodszy brat William otrzymał gwarancję stanowiska asystenta producenta w filmach, w których Cagney miał występować.

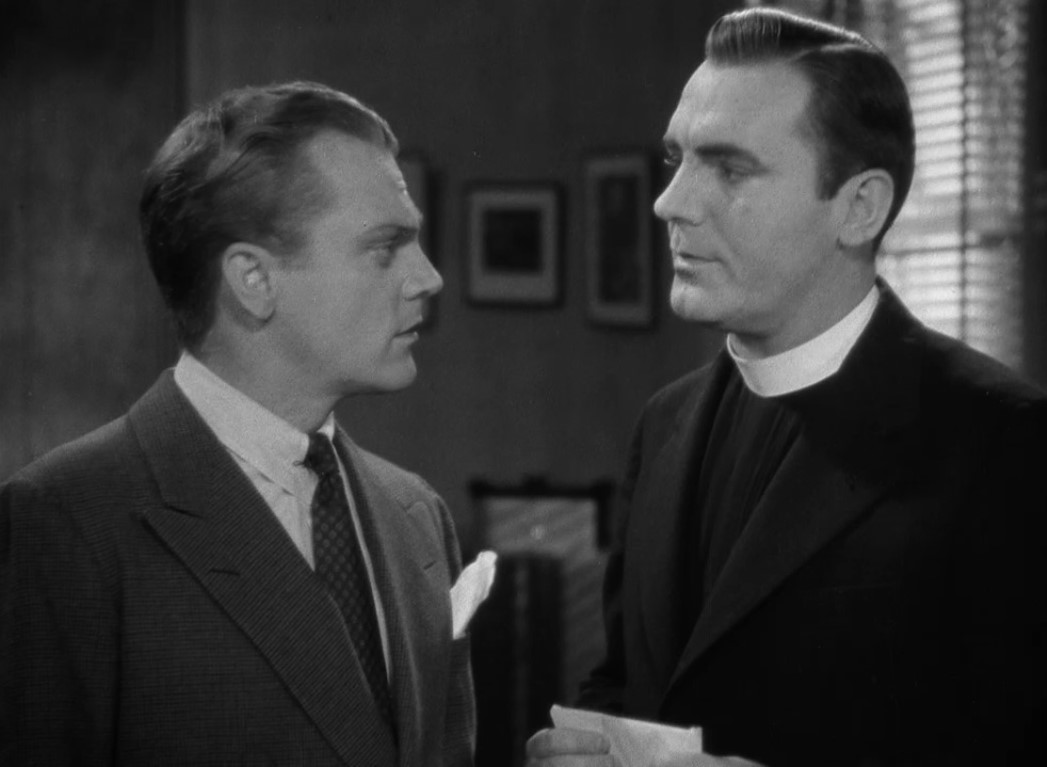
Cagney i Pat O’Brien w filmie Aniołowie o brudnych twarzach (1938)

#### Aniołowie o brudnych twarzach
W 1938 zrealizował dwa filmy. Pierwszym z nich była screwball comedy Chłopiec spotyka dziewczynę (reż. Lloyd Bacon), w której ponownie wystąpił z Patem O’Brienem. Obraz Bacona zebrał mieszane recenzje. Pomimo dania wolnej ręki, przedstawiciele wytwórni naciskali, by Cagney powrócił do swoich charakterystycznych ról twardych, nieugiętych mężczyzn, co wiązało się z większymi dochodami w kinach. Aktor wcielił się w postać Rocky’ego Sullivana, gangstera który po wyjściu z więzienia szuka swojego byłego partnera Jima Fraziera (w tej roli Humphrey Bogart), który jest mu winien pieniądze. Kreacja Sullivana w obrazie Aniołowie o brudnych twarzach (reż. Michael Curtiz) przez wielu krytyków uważana jest za najlepszą w karierze Cagneya. Otrzymał za nią swoją pierwszą nominację do nagrody Akademii Filmowej w kategorii dla najlepszego aktora pierwszoplanowego, przygrywając rywalizację ze Spencerem Tracym. Tygodnik „Variety” napisał: „Cagney i O’Brien tworzą nieodparty duet. Ich osobowości i style aktorskie oferują zarówno mieszankę i wymowny kontrast. Cagney ma zuchwałość i przebojowość, natomiast O’Brien bardzo wiarygodnie oddaje łagodnego, upartego i obdarzonego współczuciem kapłana”. Andrzej Luter, krytyk filmowy i duchowny przyznał: „atutem filmu jest brawurowe aktorstwo: grając wielokrotnie przegranego życiowo Sullivana, Cagney znajduje patos, charyzmę, wiarę w siebie i skuteczność ulicznych sztuczek swojego bohatera. Rocky patrzy z radością i nadzieją na przyjaciela z obcego już świata, w którym nie potrafi – czy nie chce – znaleźć; a może to ks. Jerry nie potrafi dotrzeć do swego druha z młodości?”. Aktor został uhonorowany główną nagrodą National Board of Review i Stowarzyszenia Nowojorskich Krytyków Filmowych.

#### Burzliwe lata dwudzieste

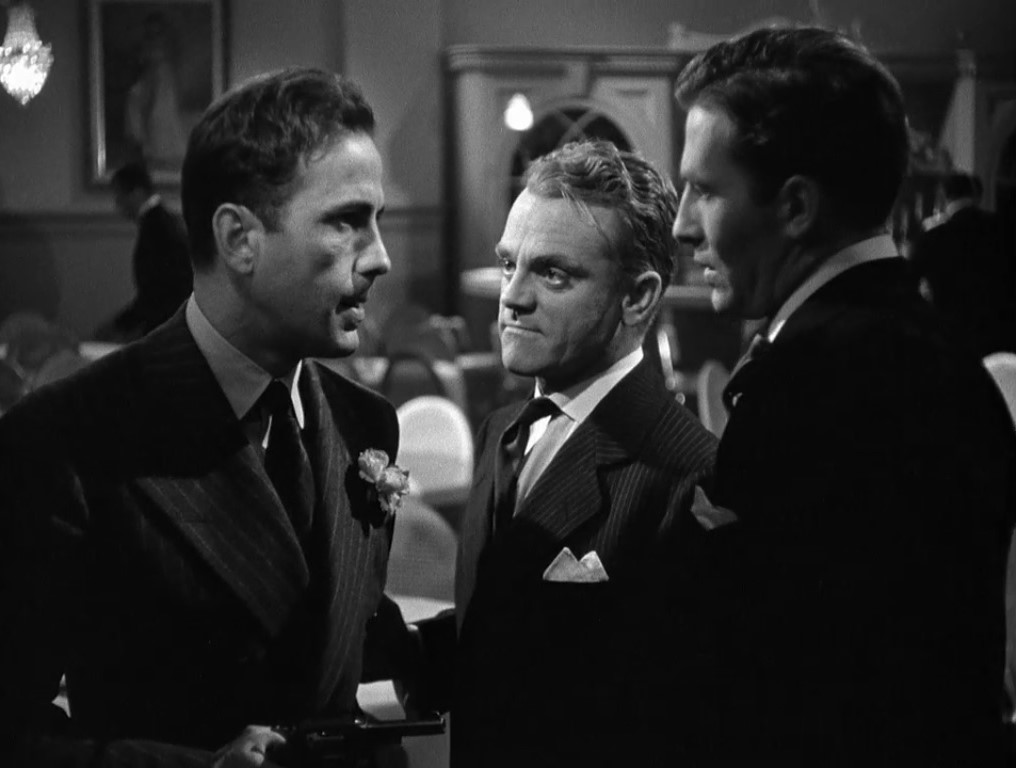
Humphrey Bogart, Cagney i Jeffrey Lynn w Burzliwych latach dwudziestych

W przeciągu pierwszego roku od momentu powrotu do Warner Bros. Cagney był najlepiej opłacanym aktorem studia, zarabiając 324 tys. dolarów. W 1939 wystąpił w kryminale Burzliwe lata dwudzieste. Aktor po raz pierwszy współpracował z reżyserem Raoulem Walshem i po raz ostatni wystąpił u boku Humphreya Bogarta. Obraz zebrał pochlebne recenzje. Graham Greene przyznał, że „pan Cagney jest ciągle wspaniałym i błyskotliwym aktorem”. Burzliwe lata dwudzieste były ostatnim filmem, w którym przejawy przemocy bohatera kreowanego przez Cagneya miały swoje podłoże w jego nieszczęśliwym okresie dorastania i otoczeniu. Od tego momentu wiązała się ona z obłędem, jak w Białym żarze. Uhonorowany został nagrodą National Board of Review za najlepszy występ. W 1939 Cagney był drugim najlepiej zarabiającym aktorem w Hollywood, z wynikiem 368 tys. dolarów.

### Lata 40.

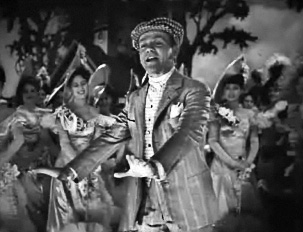
Cagney jako George M. Cohan w Yankee Doodle Dandy (1942)

#### Yankee Doodle Dandy
W 1942 wystąpił w biograficznym musicalu Yankee Doodle Dandy (reż. Michael Curtiz), kreując rolę George’a M. Cohana, amerykańskiego aktora, pisarza, tancerza i śpiewaka. Cagney uważał go za swój najlepszy film i był z niego „bardzo dumny”. Producent Hal B. Wallis przyznał, że gdy zobaczył Cohana w sztuce I’d Rather Be Right, to w odtwórcy głównej roli nie widział nikogo innego poza Cagneyem. Sam aktor twierdził jednak, że pierwszym wyborem był Fred Astaire, ale ten odrzucił ofertę. Realizacja rozpoczęła się dzień po ataku na Pearl Harbor, wskutek czego obsada i realizatorzy pracowali w „patriotycznym szaleństwie”, a według słów aktorki Rosemary DeCamp ekipa filmowa czuła, że to mogło być „ostatnie przesłanie z wolnego świata”. Przed swoją śmiercią, George M. Cohan otrzymał prywatny krótkometrażowy materiał i podziękował Cagneyowi za „wspaniałą robotę”. Na pokazie przedpremierowym, z cenami za jedno miejsce w przedziale od 25 do 25 tys. dolarów, udało się zebrać 5 750 000 dolarów na wykup obligacji wojennych by zasilić skarb państwa. Wielu krytyków przyznawało, że to najlepszy film w dorobku aktora. Niektórzy z nich zwracali uwagę na szereg podobieństw pomiędzy Cohanem a Cagneyem. Obydwaj zaczynali jako artyści wodewilowi, poświęcili wiele lat pracy nim udało im się osiągnąć szczyt swojego zawodu. Obraz Curtiza uzyskał osiem nominacji do nagrody Akademii Filmowej, zdobywając trzy statuetki, w tym dla Cagneya jako najlepszego aktora pierwszoplanowego. W walce o nią pokonał takich artystów jak Gary Cooper, Monty Woolley, Ronald Colman i Walter Pidgeon. Odbierając nagrodę, podczas swojej przemowy powiedział: „zawsze uważałem, że w tym biznesie jesteś tylko tak dobry, jak uważają o tobie inni. Miło jest mieć świadomość, że według was wykonałem dobrą robotę. Nie zapominajcie, że to też była dobra rola”. Aktor został także laureatem National Board of Review za najlepszy występ i otrzymał nagrodę Stowarzyszenia Nowojorskich Krytyków Filmowych.

#### Cagney Productions (1942–1949)

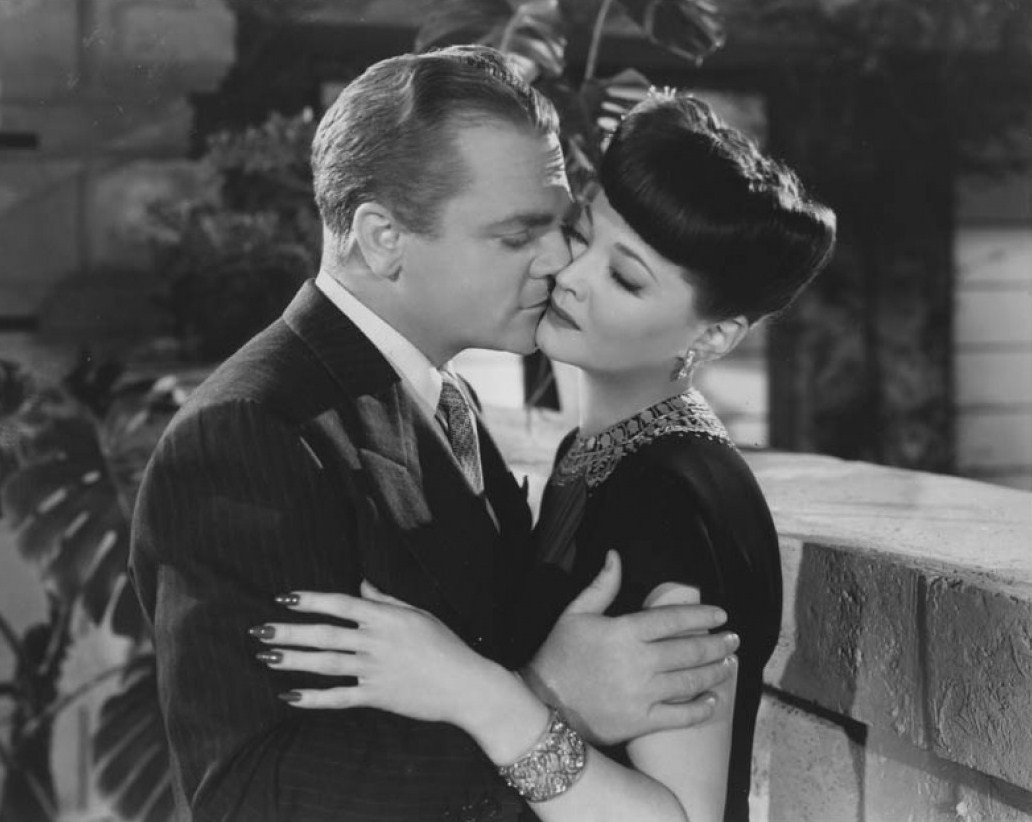
Cagney i Sylvia Sidney w filmie Krew na słońcu (1945)

W marcu 1942 Cagney ogłosił, że wraz z bratem Williamem utworzył Cagney Productions, aby móc wydawać filmy z United Artists. Nie będąc związanym z żadną wytwórnią, swój wolny czas spędzał na farmie w Martha’s Vineyard oraz dobrowolnie dołączył do United Service Organizations (USO), organizacji non-profit zapewniającej rozrywkę na żywo członkom Sił Zbrojnych Stanów Zjednoczonych i ich rodzinom. We wrześniu został wybrany na dwuletnią kadencję prezesa Screen Actors Guild. W 1943 wystąpił w wyprodukowanym przez Cagney Productions dramacie Johnny włóczęga (reż. William K. Howard). Podczas gdy główne studia realizowały w owym czasie patriotyczne filmy wojenne, Cagney postanowił położyć kres swojemu wizerunkowi ekranowego „twardziela”. Według niego „film zarobił, lecz nie okazał się wielkim zwycięzcą”. Zyskał mieszane recenzje. Po zakończeniu zdjęć, wrócił do USO i objeżdżał amerykańskie bazy wojskowe w Wielkiej Brytanii, skupiając się na próbach i spektaklach. Dla United States Army Signal Corps kilka razy dziennie występował w przedstawieniu zatytułowanym The American Cavalcade of Dance, który opowiadał o historii amerykańskiego tańca, począwszy od dawnych czasów a kończywszy na Fredzie Astaire, z tańcem z filmu Yankee Doodle Dandy jako punktem kulminacyjnym. Rozpatrywany był m.in. obok Alana Ladda, Gregory’ego Pecka i Spencera Tracy’ego do głównej roli agenta ubezpieczeniowego Waltera Neffa w kryminale noir Podwójne ubezpieczenie (1944, reż. Billy Wilder). Drugim obrazem wyprodukowanym przez firmę braci był wojenny Krew na słońcu (reż. Frank Lloyd). Na planie Cagney aby wykonać niektóre akrobacje, korzystał z pomocy eksperta judo i byłego policjanta. Bracia liczyli, że film akcji będzie atrakcyjniejszy, lecz uzyskał gorsze dochody od Johnny’ego włóczęgi. Chcąc skorzystać ze sławy młodego bohatera wojennego Audiego Murphy’ego, Cagney postanowił zrobić z niego filmową gwiazdę. Niedługo później okazało się, że młodzieniec jednak nie potrafi grać, więc jego kontrakt został sprzedany. W trakcie negocjacji do nabycia praw trzeciego niezależnego filmu, Cagney wystąpił w wojenno-szpiegowskiej produkcji wytwórni 20th Century Fox 13 Rue Madeleine (reż. Henry Hathaway), otrzymując za dwa miesiące pracy wynagrodzenie w wysokości 300 tys. dolarów. W 1948 przystąpił do ekranizacji broadwayowskiej sztuki The Time of Your Life autorstwa Williama Saroyana. Obraz Zabawa jak nigdy (reż. H.C. Potter) okazał się finansową porażką, przynosząc ponad półmilionowe straty, pomimo że William Saroyan przyznawał, że bardzo mu się spodobał. Słabe przyjęcie produkowanych filmów i spór z Samuel Goldwyn Studio o umowę najmu, zmusiły Cagneya do powrotu w szeregi Warner Bros. Aktor podpisał z wytwórnią nową umowę, a Cagney Productions stało się częścią Warner Bros.

#### Biały żar

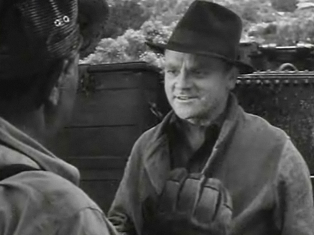
Cagney w filmie Biały żar (1949)

Cagney wykreował w kryminale noir Biały żar (reż. Raoul Walsh) postać Arthura „Coddy’ego” Jarretta, rozszalałego, obłąkanego przestępcę z impulsywnym temperamentem z kilkoma, jeśli w ogóle, przyjaznymi cechami oraz z nadmiernym przywiązaniem do matki (w tej roli Margaret Wycherly). Sam aktor przyznawał, że jego bohater miał cechy psychotyczne. Scena w której Jarrett dowiedziawszy się w zakładzie karnym o śmierci swojej matki wybucha ze złości, uznawana jest przez historyków filmu za jedną z najbardziej pamiętnych w karierze Cagneya. Niektórzy aktorzy dalszego planu autentycznie bali się Cagneya z powodu jego gwałtownego temperamentu. Aktor wspominał, że inspiracją do odgrywania przez niego impulsywnych scen były zachowania jego ojca, który będąc pod wpływem alkoholu często wszczynał domowe awantury oraz wizyta w szpitalu psychiatrycznym, gdzie podpatrywał różne zachowania. Scenariusz Białego żaru autorstwa Bena Robertsa i Ivana Goffa powstał na podstawie opowiadania Virginii Kellogg.
Film Walsha okazał się sukcesem, choć niektórzy krytycy zastanawiali się nad społecznym wpływem na charakter bohatera, w którym dostrzegali cechy sympatyczności. Bosley Crowther z „The New York Times” napisał, że „pan Cagney powrócił do roli gangstera w jednym z najbardziej wybuchowych obrazów, w jakim kiedykolwiek zagrał (…) Osiąga fascynację wspaniałego torreadora podczas pracy, zręcznie zaangażowanego w działalność szerzenia przemocy, oszczędnie i z wdziękiem. Jego ruchy są prężne i elektryczne, jego słowa są tak szybkie i ostre jak miecze i cały jego sposób bycia niesie ze sobą przekonanie o pewności siebie, odwadze i sile”. Autor zaznaczył, że gra aktorska jest „nawiązaniem do wizerunku słynnej roli we Wrogu publicznym nr 1”. Po premierze filmu Cagney ponownie zmagał się z aparycją gangstera. W jednym z wywiadów powiedział: „chodzi o to co ludzie chcą abym zrobił. Pewnego dnia chciałbym zrealizować kolejny film, który mogłyby zobaczyć dzieci”.

### Lata 50. i 60.
W 1950 obsadzony został w komediowym musicalu The West Point Story (reż. Roy Del Ruth), gdzie wystąpił u boku Doris Day, którą podziwiał. Warner Bros. liczył, że film powtórzy sukces Yankee Doodle Dandy. Następny obraz kryminał noir Pożegnaj się z jutrem (reż. Gordon Douglas) był kolejnym, gdzie wcielił się w rolę gangstera, oraz pierwszym dla Cagney Productions od czasu jego przejęcia. Mimo niekorzystnych dla filmu porównań do Białego żaru, Pożegnaj się z jutrem zdobył uznanie w kinach, dzięki czemu do bankierów Cagney Productions wpłynęło 500 tys. dolarów, co pozwoliło uregulować długi. W 1953 po wyprodukowaniu Lwa na ulicach (reż. Raoul Walsh), firma zakończyła działalność.

#### Kochaj albo odejdź

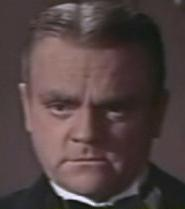
Cagney w Kochaj albo odejdź (1955)

W 1955 ponownie wystąpił u boku Doris Day w musicalu Kochaj albo odejdź (reż. Charles Vidor). Wcielił się w rolę Martina Snydera, amerykańskiego gangstera z Chicago. Początkowo poważnym kandydatem do tej kreacji był Spencer Tracy. Cagney wyraził duże uznanie dla skryptu autorstwa Daniela Fuchsa i Isobel Lennart określając go jako „niezwykle rzadką rzecz, doskonały scenariusz”. Po zakończeniu zdjęć, Snyder spytał aktora jak udało mu się tak realnie odzwierciedlić sposób jego kulenia, ale Cagney upierał się, że tego nie robił, tylko bazował na osobistej obserwacji innych osób, które utykały na jedną nogę. Kreacja ta przyniosła mu trzecią nominację do nagrody Akademii Filmowej. Otrzymał także pozytywne recenzje prasowe a krytycy uznali, że Kochaj bądź odejdź należy do jednego z najlepszych filmów w jego późniejszej karierze. Również Doris Day wyrażała się pochlebnie na temat współpracy. „Jest najbardziej profesjonalnym aktorem jakiego kiedykolwiek widziałam, zawsze był taki «realny». Zwyczajnie zapominałam, że robiliśmy film. Jego oczy wypełniały się gdy pracowaliśmy nad czułym ujęciem, i nigdy nie potrzebowałeś kropli by twoje oczy błyszczały, gdy Jimmy był na planie”.

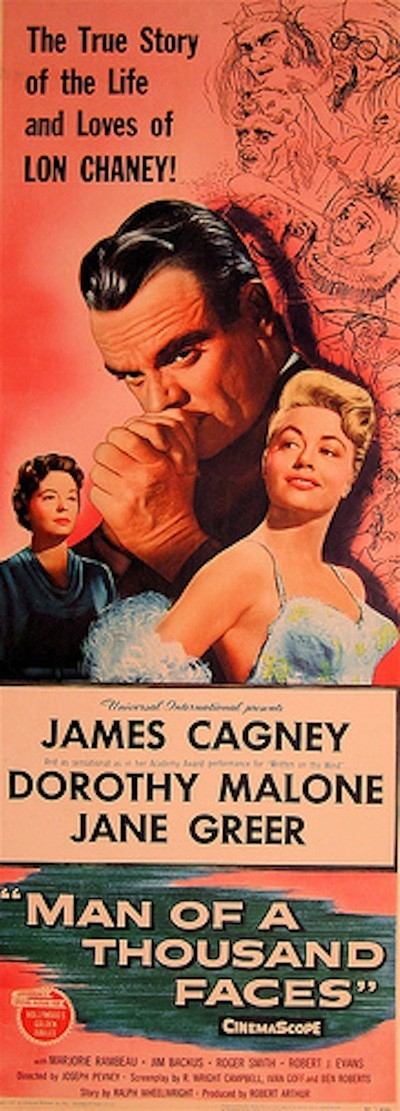
Plakat filmu Człowiek o tysiącu twarzy (1957)

Kolejnym filmem był komediodramat Mister Roberts (reż. John Ford), gdzie wystąpił w roli drugoplanowej. W trakcie realizacji często spóźniał się na plan. Miało to związek z obraźliwą wypowiedzią reżysera do Cagneya gdy spotkał go na lotnisku, co sam aktor spuentował mówiąc: „wykopałbym mu mózg. Dla wszystkich był tak cholernie podły. Był naprawdę wstrętnym starcem”. Zdjęcia realizowano na atolu Midway, gdzie Cagney miał więcej czasu na relaks, podczas którego oddawał się swojej pasji malarstwu, tworząc m.in. karykatury pozostałych aktorów i obsady produkcyjnej. W 1955 zastąpił Spencera Tracy’ego w westernie Opowieść o złym człowieku (reż. Robert Wise) zrealizowanego dla studia Metro-Goldwyn-Mayer. Z uwagi na dobre recenzje prasowe, wytwórnia obsadziła go w kolejnym projekcie – dramacie Szalone lata (reż. Roy Rowland) u boku Barbary Stanwyck. W 1956 Cagney wystąpił w telewizyjnym Soldiers From the War Returning w reżyserii Roberta Montgomery’ego przyznając później, że telewizja nie jest jego medium. „Robię wystarczająco dużo pracy w filmach, to jest działalność wysokiego napięcia. Mam ogromny podziw dla ludzi, którzy przechodzą przez to co tydzień, ale to nie dla mnie”.

#### Człowiek o tysiącu twarzy
W następnym roku aktor zagrał w dramacie biograficznym Człowiek o tysiącu twarzy (reż. Joseph Pevney), wcielając się w postać Lona Chaneya, aktora okresu filmu niemego i jednego z pierwszych odtwórców kina grozy. Za swoją kreację Cagney otrzymał przychylne recenzje prasowe. „New York Journal-American” ocenił, że był to jeden z najlepszych występów w jego całej karierze. Obraz Pevneya wyprodukowany dla Universal Pictures okazał się również przebojem kasowym.
W tym samym roku wyreżyserował jedyny w swoim dorobku film – kryminał noir Short Cut to Hell, będący remakiem Pistoletu do wynajęcia z 1941, który z kolei opierał się na powieści Broń na sprzedaż autorstwa Grahama Greene’a. Zachęcony przez swoich przyjaciół, Cagney przystał na propozycję producenta A.C. Lylesa i stanął za kamerą, odrzucając jednocześnie zapłatę – uważał bowiem, że jest aktorem, a nie reżyserem. Film z uwagi na niski budżet został szybko zrealizowany. „Nakręciliśmy go w dwadzieścia dni, wystarczająco długo jak dla mnie. Reżyseria wydaje mi się nudna. Nie mam ochoty mówić innym ludziom co mają robić”.
W 1959 wystąpił w dramacie Podając rękę diabłu (reż. Michael Anderson), którego zdjęcia realizowane były w Dublinie. Cagney miał nadzieję spędzić trochę czasu na szukaniu swoich irlandzkich przodków, lecz napięty plan zdjęciowy i zła pogoda uniemożliwiły mu te plany. Aktor wcielił się w rolę Seana Lenihana, dowódcy Irlandzkiej Armii Republikańskiej. Z uwagi na powrót do kreowania bohatera kierującego się przemocą, niektórzy krytycy ocenili, że była to jedna z lepszych ról Cagneya ostatnich lat. Rok później zrealizował film The Gallant Hours (reż. Robert Montgomery), wcielając się w postać admirała floty Williama Halseya. Obraz Montgomery’ego, mimo że jego akcja rozgrywała się w czasie walk o Guadalcanal, nie był filmem wojennym, gdyż bardziej koncentrował się na tematyce samego dowodzenia. Został ciepło przyjęty przez krytyków. Bosley Crowther z „The New York Times” napisał, że „to ostatnia kreacja pana Cagneya kontrolowana do ostatniego szczegółu, która daje energię i silną, bohaterską postawę głównej postaci w filmie. Nie ma tam bufonady, gimnastykowania się dla wyrazistego efektu. Jest to jedna z najspokojniejszych, najbardziej refleksyjnych i subtelnych prac jaką pan Cagney kiedykolwiek wykonał”.
Przedostatnim filmem aktora była komedia Raz, dwa, trzy (reż. Billy Wilder), gdzie wcielił się w rolę przedstawiciela handlowego Coca-Coli w Berlinie Zachodnim. Cagney miał obawy związane ze scenariuszem pamiętając, że przed 23 laty w filmie Chłopiec spotyka dziewczynę niektóre ze scen były wielokrotnie nagrywane – by otrzymać odpowiedni efekt śmieszności, producent naciskał na coraz wyższe tempo gry aktorskiej Cagneya, jednak rezultat był odwrotny. Aktor otrzymał zapewnienie od Wildera, że scenariusz był wyważony. Realizacja przebiegała opornie a jedno z ujęć powtarzano 50 razy, do czego Cagney nie był przyzwyczajony. Aktor wprost przyznawał, że nienawidził współpracy z Horstem Buchholzem, który prawie we wszystkich swoich scenach tanecznych kopiował jego układy choreograficzne, zmuszając go tym samym do ciągłych zmian swoich ruchów. Po zakończeniu zdjęć, mając negatywne doświadczenia podjął decyzję o wycofaniu się z pracy aktorskiej.

### Lata 70. i 80.

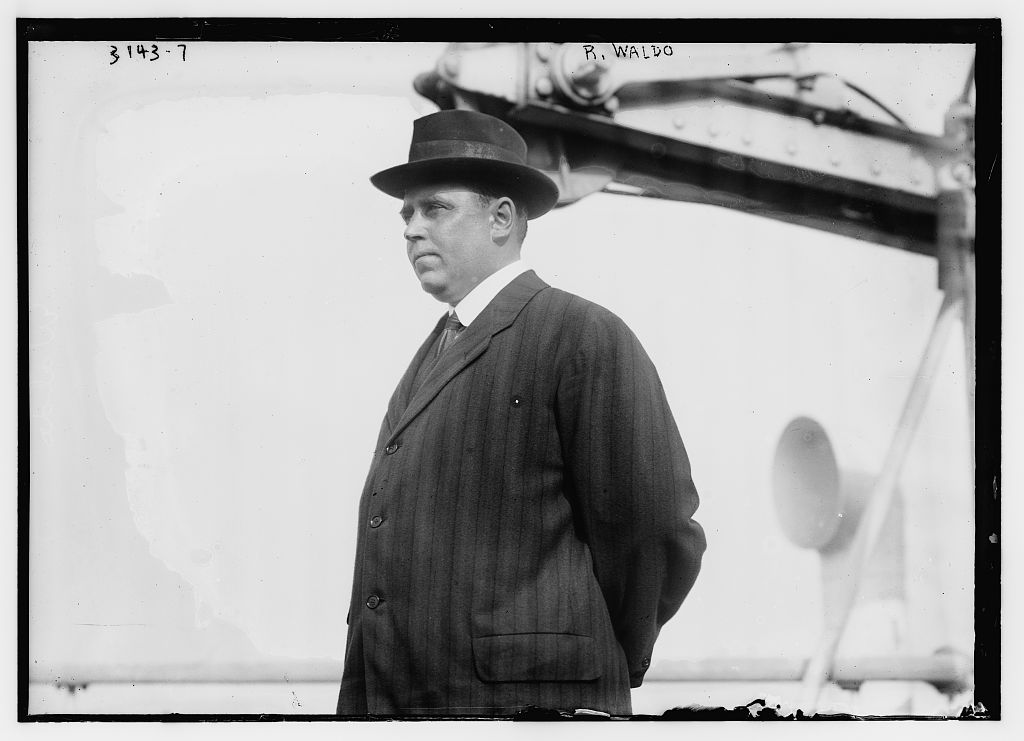
Komisarz Rhinelander Waldo był ostatnią kinową rolą w karierze Cagneya

Przez 20 lat Cagney konsekwentnie odrzucał wszelkie propozycje filmowe – odmówił udziału w takich produkcjach jak My Fair Lady (1964, reż. George Cukor) i Ojciec chrzestny II (1974, reż. Francis Ford Coppola). Do udziału w tym ostatnim Coppola namawiał aktora osobiście, odwiedzając go w domu. Publicznie pojawiał się tylko kilkakrotnie, woląc spędzać czas zimowy w Los Angeles a letni na swojej farmie na niewielkiej wyspie Martha’s Vineyard lub Verney Farms w Nowym Jorku. Wraz z żoną organizował liczne uroczystości w restauracji Silver Horn, gdzie poznał Marge Zimmermann, właścicielkę lokalu.
U Cagneya zdiagnozowano jaskrę, przez co miał kłopoty ze wzrokiem. Za namową Zimmermann udał się do innego lekarza, który stwierdził wcześniejszą diagnozę jako błędną i poinformował, że aktor jest cukrzykiem. Zimmerman zaoferowała pomoc, przygotowując specjalne posiłki aby zmniejszyć stężenie trójglicerydów we krwi, które osiągnęły alarmujący poziom. W wyniku restrykcyjnej diety, gdy w 1974 Cagney wystąpił na uroczystości Amerykańskiego Instytutu Filmowego by odebrać nagrodę za całokształt twórczości (AFI Life Achievement Award), stracił ponad 20 funtów na wadze a jego wzrok znacznie się poprawił. Ceremonię otworzył Charlton Heston, a wprowadzenia dokonał Frank Sinatra.
W 1977 aktor doznał udaru mózgu. Po dwóch tygodniach spędzonych w szpitalu, Zimmermann stale opiekowała się Cagneyem i jego żoną. W wyniku udaru zmuszony był do zrezygnowania ze swoich ulubionych rozrywek takich jak jazda konna czy taniec. Będąc przygnębionym, zaprzestał również malowania. Zachęcony przez swoją żonę i Zimmermann, zdecydował się na przyjęcie niewielkiej, ale kluczowej roli komisarza nowojorskiej policji w filmie Ragtime (reż. Miloš Forman). W 1984 wystąpił w swojej ostatniej produkcji – telewizyjnym Straszliwy Joe Moran (reż Joseph Sargent) . Z uwagi na zły stan zdrowia, aktor poruszał się na wózku inwalidzkim. Kwestie Cagneya z powodu niewyraźnej mowy zdubbingował Rich Little .

### Śmierć i pogrzeb

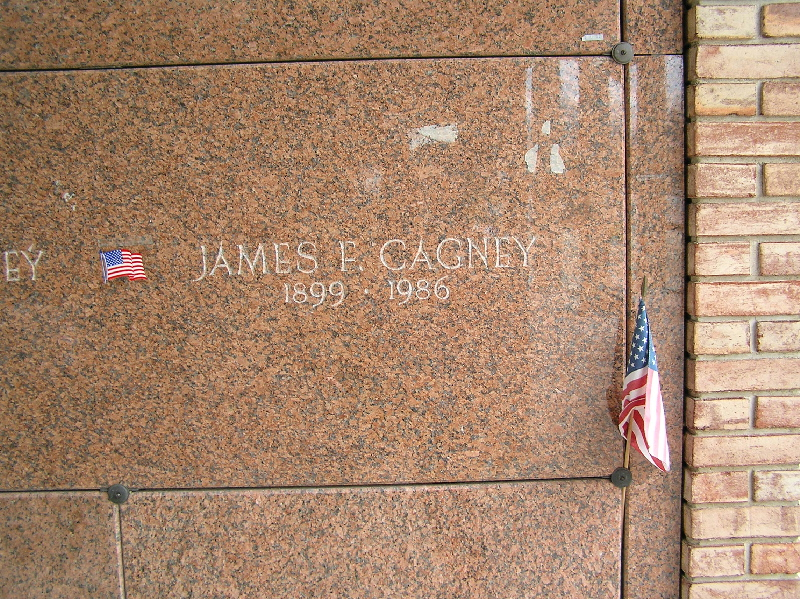
Grób Jamesa Cagneya

James Cagney zmarł na atak serca, będący następstwem cukrzycy, w wielkanocną niedzielę 30 marca 1986 w hrabstwie Dutchess w miejscowości Stanford w w stanie Nowy Jork. Tydzień wcześniej opuścił po krótkim pobycie Lenox Hill Hospital. Miał 86 lat. Jak przyznała Marge Zimmermann aktor powiedział: „po prostu zabierzcie mnie do domu”.
Uroczystości pogrzebowe odbyły się w kościele katolickim św. Franciszka Salezego na Manhattanie, tym samym w którym przyjmował sakrament bierzmowania. Eulogię dostarczył bliski przyjaciel aktora, ówczesny prezydent Ronald Reagan, który powiedział: „Nancy i ja straciliśmy dziś naszego drogiego, wieloletniego przyjaciela. Ameryka straciła jednego z jej najlepszych artystów. Jimmy tryskał na naszych ekranach energią i talentem, którego nigdy wcześniej nie widziałem i nigdy nie zobaczę ponownie”. Bob Hope stwierdził: „pracowaliśmy wspólnie nad Naszą siódemką i znaliśmy się od 50 lat. Byłbym samolubny gdybym stwierdził, że będę za nim tęsknił, ponieważ całemu światu będzie go brakować”. James Stewart przyznał: „był jednym z największych nazwisk we wszystkich filmach. Niezwykle wszechstronny jeśli chodzi o aktorstwo i był ogromnym atutem branży filmowej”. Trumnę z ciałem aktora nieśli bokser Floyd Patterson, choreograf i tancerz rosyjski Michaił Barysznikow, aktor Ralph Bellamy i reżyser Miloš Forman. W ceremonii prócz najbliższej rodziny i przyjaciół, udział wzięli także m.in. ówczesny gubernator Nowego Jorku Mario Cuomo oraz amerykański prawnik, krytyk filmowy i burmistrz miasta Ed Koch.
Cagney pochowany został w krypcie Mauzoleum Ogrodowego na Gate of Heaven Cemetery w miejscowości Hawthorne w stanie Nowy Jork.

## Życie prywatne
James Cagney od najmłodszych lat interesował się sportem. Podobnie jak jego ojciec, amatorsko uprawiał boks i lekką atletykę. Przez pewien czas grywał w półamatorskiej lokalnej drużynie baseballowej, marząc o występach w Major League Baseball. Do jego zainteresowań należało także rolnictwo – uczęszczał na wykłady o ochronie gleby, a wiedzę o niej wykorzystał przy tworzeniu własnej farmy o powierzchni 100 ha w Martha’s Vineyard. W 1955 zakupił farmę o powierzchni 120 akrów w Stanford w hrabstwie Dutchess w stanie Nowy Jork za kwotę 100 tys. dolarów. Nazwał ją Verney Farm – pierwsza sylaba pochodziła od panieńskiego nazwiska jego żony „Billie”, a druga od jego nazwiska – i przekształcił w gospodarstwo. W zamian za swoją aktywność i wkład w rolnictwo, otrzymał tytuł honorowy Rollins College. Od wczesnego dzieciństwa bardzo lubił konie. W okresie swojej młodości często jeździł konno u lokalnego dostawcy, a także wraz ze swoją matką podróżował zaprzęgiem. Będąc dorosłym, zajmował się ich hodowlą na swoich gospodarstwach, specjalizując się w rasie morgan, którą bardzo cenił. Cagney był również zapalonym żeglarzem i miał własne łodzie zakotwiczone na dwóch amerykańskich wybrzeżach. Radość jaką czerpał z żeglowania nie chroniła go jednak przed okazjonalnymi napadami choroby morskiej. Aktor był pasjonatem malarstwa. Jak sam wspominał, mógłby być bardziej szczęśliwy jako biedniejszy malarz niż gwiazda filmowa. Znany artysta Sergei Bongart, uczył Cagneya sztuki malarskiej w jego późniejszych latach życia. Zakupił też od aktora dwie prace. Cagney uważając się za amatora, często oddawał swoje prace, odmawiając sprzedaży. Podpisał i sprzedał tylko jeden obraz, który został kupiony przez Johnny’ego Carsona. Prezenter wykorzystał go w celach dobroczynnych.

### Małżeństwo z Frances Vernon (1922–1986)
Swoją małżonkę Frances Willard „Billie” Vernon (1899–1994) Cagney poznał w roku 1920, gdy był członkiem chóru w musicalu Pitter Patter. Ożenił się z nią 28 września 1922 i byli razem aż do śmierci aktora w 1986. Mieli dwójkę adoptowanych dzieci: córkę Cathleen „Casey” Cagney (1940–2004) oraz syna Jamesa Francisa Cagneya III (1939–1984).

### Poglądy polityczne
W 1934 i 1940 Cagneya oskarżono o sympatyzowanie z Komunistyczną Partią Stanów Zjednoczonych po tym, gdy w mieszkaniu jednego z miejscowych urzędników policja znalazła list, z treści którego miało wynikać jakoby aktor miał organizować spotkania dla innych artystów Hollywood. Cagney zdecydowanie zaprzeczał tym informacjom, a dziennikarz Lincoln Steffens popierał stanowisko aktora uważając, że oskarżenie było wynikiem darowizny przekazanej na rzecz strajkujących zbieraczy bawełny w San Joaquin Valley. William Cagney, brat aktora, również uważał, że podstawą do oskarżenia z 1940 była wspomniana darowizna. James Cagney został oczyszczony z zarzutów przez Martina Diesa Jr. z komitetu Izby Reprezentantów Stanów Zjednoczonych.
Po wojnie brał czynny udział w kampanii wyborczej kandydata demokratów na urząd prezydenta Franklina D. Roosevelta. W 1948 będąc rozczarowanym Harrym Trumanem zdecydował się głosować za Thomasem Deweyem, kandydatem republikanów. W roku 1980 wspierał finansowo kampanię i popierał Ronalda Reagana. Z biegiem czasu, Cagney określał siebie mianem konserwatysty.

## Filmografia

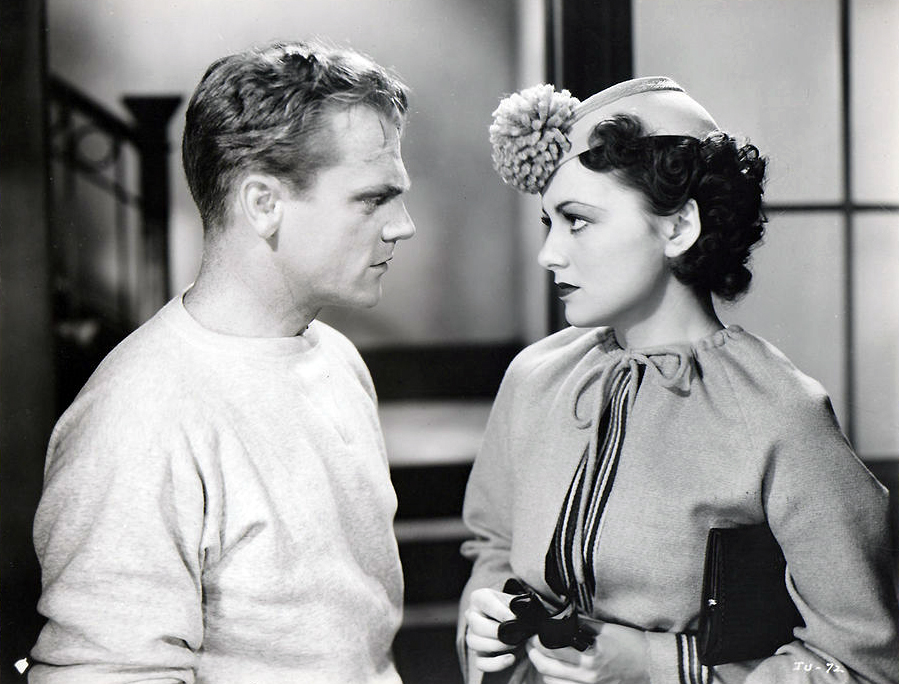
Cagney i Olivia de Havilland w The Irish in Us (1935)

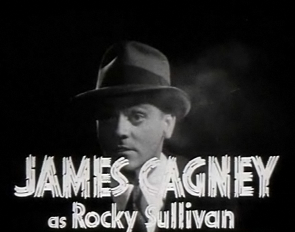
Cagney w Aniołach o brudnych twarzach (1938)

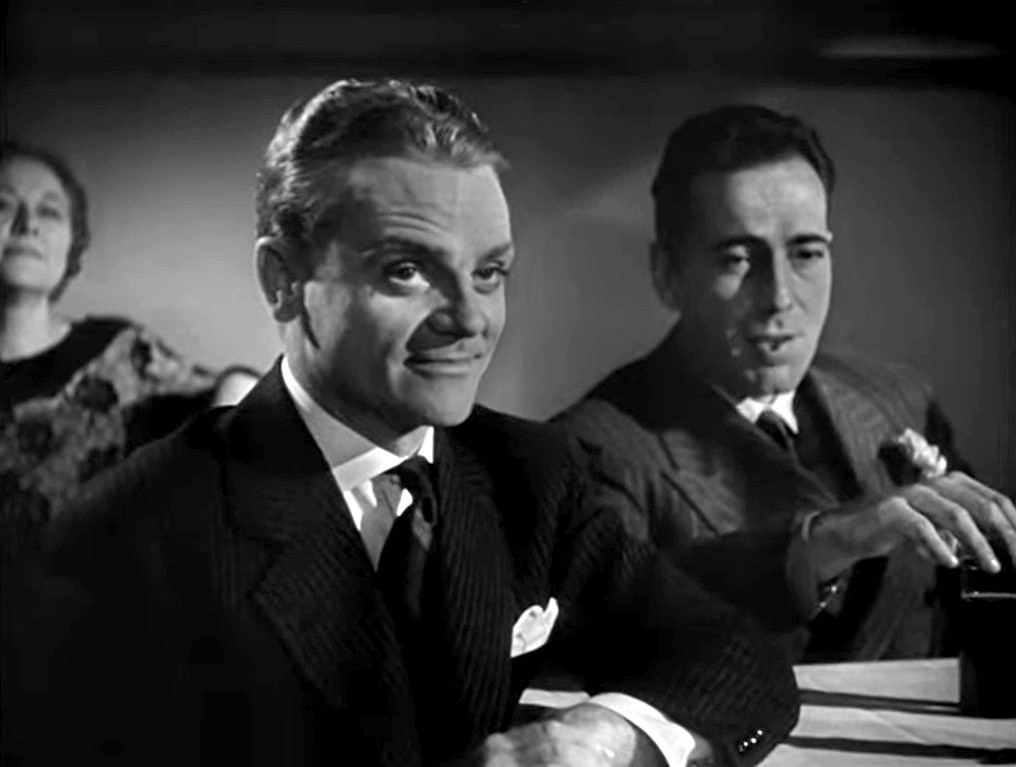
Cagney i Humphrey Bogart w Burzliwych latach dwudziestych (1939)

W swej ponad czterdziestoletniej karierze, Cagney występował w filmach, radiu, telewizji oraz na scenie. Pojawił się w ponad 60 produkcjach filmowych i 3 audycjach radiowych – odtwarzając swoje role z obrazów W.Z. 6 nie wylądował (1936) i Krew na słońcu (1945).
W latach 1939–1943 notowany był w pierwszej dziesiątce najbardziej dochodowych amerykańskich aktorów. Dwa filmy z jego udziałem były zestawiane w pierwszej dziesiątce podsumowań roku. Dziewiętnaście produkcji, w których Cagney wziął udział, było nominowanych przynajmniej do jednego Oscara, a pięć z nich zdobyło przynajmniej jedną statuetkę. Dwadzieścia pięć filmów z udziałem aktora, po uwzględnieniu inflacji, przekroczyło sumę 100 milionów dolarów dochodu z biletów na rynku krajowym.
Opracowano na podstawie materiału źródłowego:

- Sinners’ Holiday (1930) jako Harry Delano
- The Doorway to Hell (1930) jako Steve Mileaway
- Kobiety innych mężczyzn (1931) jako Ed
- Milioner (1931) jako Schofield
- Blonde Crazy (1931) jako Bert Harris
- Łatwe pieniądze (1931) jako Jack
- Wróg publiczny nr 1 (1931) jako Tom Powers
- Taxi! (1932) jako Matt Nolan
- Winner Take All (1932) jako Jim „Jimmy” Kane
- The Crowd Roars (1932) jako Joe Greer
- Hard to Handle (1933) jako Myron C. „Lefty” Merrill
- Uchwycony obraz (1933) jako Danny Kean
- Lady Killer (1933) jako Dan Quigley
- Major piekła (1933) jako Richard „Patsy” Gargan
- Nocne motyle (1933) jako Chester Kent
- He Was Her Man (1934) jako Flicker Hayes / Jerry Allen
- Nadchodzi Navy (1934) jako Chester „Chesty” J. O’Conner
- The St. Louis Kid (1934) jako Eddie Kennedy
- Jimmy the Gent (1934) jako James „Jimmy” Corrigan
- Devil Dogs of the Air (1935) jako Thomas Jefferson O’Toole
- The Irish in Us (1935) jako Danny O’Hara
- Sen nocy letniej (1935) jako Nick Bottom
- Frisco Kid (1935) jako Bat Morgan
- Agenci policji śledczej (1935) jako James „Brick” Davis
- W.Z. 6 nie wylądował (1935) jako Dizzy Davis
- Wspaniały facet (1936) jako Johnny „Red” Cave
- Something to Sing About (1937) jako Terrence „Terry” Rooney
- Chłopiec spotyka dziewczynę (1937) jako Robert Law
- Aniołowie o brudnych twarzach (1938) jako Rocky Sullivan
- Each Dawn I Die (1939) jako Frank Ross
- Oklahoma Kid (1939) jako Jim Kincaid
- Burzliwe lata dwudzieste (1939) jako Eddie Bartlett
- Torrid Zone (1940) jako Nick Butler
- Waleczny sześćdziesiąty dziewiąty (1940) jako Jerry Plunkett
- Droga do sukcesu (1940) jako Danny Kenny
- The Bride Came C.O.D. (1941) jako Steve Collins
- Rudowłosa (1941) jako T. L. „Biff” Grimes
- Captains of the Clouds (1942) jako Brian MacLean
- Yankee Doodle Dandy (1942) jako George M. Cohan
- Johnny włóczęga (1943) jako Tom Richards
- Krew na słońcu (1945) jako Nick Condon
- 13 Rue Madeleine (1947) jako Robert Emmett „Bob” Sharkey
- Zabawa jak nigdy (1948) jako Joseph „Joe” T.
- Biały żar (1949) jako Arthur „Cody” Jarrett
- Pożegnaj się z jutrem (1950) jako Ralph Cotter
- The West Point Story (1950) jako Elwin „Bix” Bixby
- Come Fill the Cup (1951) jako Lew Marsh
- What Price Glory (1952) jako kapitan Flagg
- Lew jest na ulicach (1953) jako Hank Martin
- Taryfa ulgowa (1955) jako Matt Dow
- Nasza siódemka (1955) jako George M. Cohan
- Mister Roberts (1955) jako kapitan Morton
- Kochaj albo odejdź (1955) jako Martin Snyder
- Opowieść o złym człowieku (1956) jako Jeremy Rodock
- Szalone lata (1956) jako Steve Bradford
- Człowiek o tysiącu twarzy (1957) jako Lon Chaney
- Never Steal Anything Small (1959) jako Jake MacIllaney
- Podając rękę diabłu (1959) jako Sean Lenihan
- The Gallant Hours (1960) jako admirał floty William Halsey
- Raz, dwa, trzy (1961) jako C.R. MacNamara
- Ragtime (1981) jako komisarz Rhinelander Waldo
- Straszliwy Joe Moran (1984) jako Joe Moran

Cztery z jego z jego filmów: Wróg publiczny nr 1 (1931), Nocne motyle (1933), Yankee Doodle Dandy (1942) i Biały żar (1949) zostały wpisane do National Film Registry.

## Spuścizna

Graffiti z podobizną aktora w Shoreditch w Londynie

James Cagney jest uważany za jednego z najwybitniejszych amerykańskich aktorów „Złotej Ery Hollywood” oraz w historii kina. Marlon Brando i Stanley Kubrick uważali go za jednego z najlepszych artystów w historii. Orson Welles przyznał, że Cagney „być może był największym aktorem, jaki kiedykolwiek pojawił się przed kamerą”. Wytwórnia Warner Bros. zorganizowała prywatną projekcję filmów z Cagneyem dla Winstona Churchilla. Jego wizerunek związany był z kampaniami reklamowymi i produktami m.in. takich firm jak Lorillard Tobacco Company (1934) czy David White Company (1952) .
Był postacią występującą lub wspominaną m.in. w kreskówkach Warner Bros. (Hollywood Steps Out, 1941).
8 lutego 1960 za wkład w przemysł filmowy, Cagney otrzymał swoją gwiazdę na Hollywoodzkiej Alei Sław, która mieści się przy 6504 Hollywood Boulevard.
Jest wspominany wraz z Ritą Hayworth w utworze „Invitation to the Blues” (1976) z repertuaru Toma Waitsa.
17 listopada 1981 z rąk ówczesnego burmistrza Nowego Jorku Eda Kocha, odebrał symboliczne klucze do miasta. Cagney był główną inspiracją dla Madonny przy tworzeniu kompozycji „White Heat” na album True Blue (1986), którą piosenkarka zadedykowała jego pamięci.
W 1996 nazwisko aktora zostało zamieszczone na 14. miejscu w rankingu „100 największych gwiazd filmowych wszech czasów”, przygotowanym przez tygodnik „Entertainment Weekly”. W październiku 1997 sklasyfikowany został na 45. pozycji zestawienia „100 najlepszych gwiazd filmowych wszech czasów” brytyjskiego magazynu „Empire”. W czerwcu 1999 American Film Institute umieścił jego nazwisko na 8. lokacie listy „największych aktorów wszech czasów”.
22 lipca 1999 poczta Stanów Zjednoczonych wydała limitowaną 33-centrymetrową pieczęć honorującą aktora w związku z edycją „Legendy Hollywoodu”.
W marcu 2009 powstał biograficzny musical Cagney! The Musical napisany przez Petera Colleya w reżyserii Billa Castellina. Premiera odbyła się 27 marca we Florida Stage Theatre. W roli Cagneya wystąpił Robert Creighton, a sam musical zebrał przychylne recenzje, ustanawiając rekord frekwencji miejscowego teatru. 19 maja 2015 powstał nowy spektakl w oparciu o skomplikowane relacje aktora z Warner Bros., którego premiera odbyła się w York Theatre.

## Nagrody i nominacje

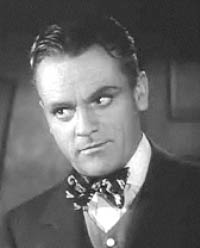
Cagney w Yankee Doodle Dandy, za który otrzymał Oscara

James Cagney w ciągu swojej kariery był trzykrotnie nominowany do nagrody Akademii Filmowej, z czego zdobył jedną statuetkę, za kreację George’a M. Cohana w biograficznym musicalu Yankee Doodle Dandy (1942). W 1974 uhonorowany został nagrodą Amerykańskiego Instytutu Filmowego za całokształt twórczości (AFI Life Achievement Award). Cztery lata później związek Screen Actors Guild uhonorował go nagrodą Gildii Aktorów za wybitne osiągnięcia w sztuce aktorskiej w dziedzinie filmu i telewizji. W 1980 otrzymał prestiżową nagrodę Kennedy Center Honors za swoją pracę aktorską. Rok później rada National Board of Review przyznała mu nagrodę za całokształt pracy artystycznej. 26 marca 1984 ówczesny prezydent Stanów Zjednoczonych Ronald Reagan odznaczył aktora Medalem Wolności podczas uroczystości w Białym Domu.
Opracowano na podstawie materiału źródłowego:
| Rok  | Nagroda                                                        | Kategoria                       | Nominacja za                  | Wynik      |
| ---- | -------------------------------------------------------------- | ------------------------------- | ----------------------------- | ---------- |
| 1938 | National Board of Review                                       | Najlepszy występ                | Aniołowie o brudnych twarzach | Wygrana    |
| 1939 | National Board of Review                                       | Najlepszy występ                | Burzliwe lata dwudzieste      | Wygrana    |
| 1939 | Nagroda Stowarzyszenia Nowojorskich Krytyków Filmowych (NYFCC) | Najlepszy aktor                 | Aniołowie o brudnych twarzach | Wygrana    |
| 1939 | Nagroda Akademii Filmowej                                      | Najlepszy aktor pierwszoplanowy | Aniołowie o brudnych twarzach | Nominacja  |
| 1942 | National Board of Review                                       | Najlepszy występ                | Yankee Doodle Dandy           | Wygrana    |
| 1942 | Nagroda Stowarzyszenia Nowojorskich Krytyków Filmowych (NYFCC) | Najlepszy aktor                 | Yankee Doodle Dandy           | Wygrana    |
| 1943 | Nagroda Akademii Filmowej                                      | Najlepszy aktor pierwszoplanowy | Yankee Doodle Dandy           | Wygrana    |
| 1956 | Nagroda Akademii Filmowej                                      | Najlepszy aktor pierwszoplanowy | Kochaj albo odejdź            | Nominacja  |
| 1961 | Nagroda Stowarzyszenia Nowojorskich Krytyków Filmowych (NYFCC) | Najlepszy aktor                 | Raz, dwa, trzy                | 2. miejsce |
| 1962 | Laurel Award                                                   | Najlepszy występ komediowy      | Raz, dwa, trzy                | 4. miejsce |

## Cytaty
Kwestie wypowiadane przez Cagneya dwukrotnie występują na liście „AFI’s 100 Years…100 Movie Quotes” utworzonej przez American Film Institute.
- 18. miejsce: „Udało się mamo! Jestem na szczycie!” – Biały żar
- 97. miejsce: „Moja mama ci dziękuje. Mój ojciec ci dziękuje. Moja siostra ci dziękuje. I ja ci dziękuję” – Yankee Doodle Dandy